# Ohrum
Ohrum [ʔoːʁʊm] ist eine Gemeinde der Samtgemeinde Oderwald (Sitz in Börßum) im Landkreis Wolfenbüttel und mit Schöningen die älteste historisch bezeugte Siedlung in Niedersachsen.

## Geographie

### Lage
Ohrum liegt wenige Kilometer südlich von Wolfenbüttel am Ostrand des Oderwalds, der hier sanft zum Börßum-Braunschweiger Okertal hin abfällt. Das Tal der Oker verengt sich bei Ohrum auf wenige hundert Meter und enthielt bis zu ihrer Regulierung in den 1950er Jahren eine ausgedehnte Kiesfurt, die eine günstige Querung des Flusses darstellte. Nach Osten steigt das Gelände relativ steil an und erreicht den Ösel und im Weiteren die Asse. Naturräumlich gehört dieses Gebiet zu den Okerrandhöhen des Ostbraunschweigischen Hügellands, das mit seinen Lössböden sehr fruchtbar ist.
Östliche Nachbarorte sind Kissenbrück, das mit der im Ortsteil Hedwigsburg gelegenen Fährmühle bis an das Ostufer der Oker heranreicht, sowie das am Ösel gelegene Neindorf. Rund 5,5 km südlich liegt der frühere Eisenbahnknotenpunkt Börßum, im Norden markiert auf halbem Wege nach Halchter der Bungenstedter Turm mit der benachbarten Windmühle die frühere Grenze zwischen dem Königreich Hannover, zu dem Ohrum gehörte, und dem Herzogtum Braunschweig, das sich auch am Ostufer erstreckte.
Höchster Punkt der Gemeinde und des Oderwaldes ist der Hungerberg mit einer Höhe von 205 m ü. NHN.

### Oker
Die aus dem Harz zur Aller fließende Oker nahm früher kurz vor Kissenbrück den ähnlich wasserreichen Harzfluss Ilse auf, deren Verlauf bei Hedwigsburg noch als Alte Ilse vorhanden ist. Die Oker teilte sich bei Ohrum, wobei der östliche Arm als Mühlengraben für die Fährmühle genutzt wurde und der westliche Graben als Freiflut. Das Wehr befand sich weit oberhalb der heutigen Brücke. Eine Brücke wurde erst 1381 (urkundlich 1535) erwähnt und vermutlich zusammen mit der Fährmühle errichtet.

## Geschichte
Am Osthang des Oderwalds sind nahe dem Ort in den vergangenen Jahrhunderten zahlreiche jungsteinzeitliche Werkzeuge und Gebrauchsgegenstände gefunden worden, die auf das 4. bis 5. Jahrtausend v. Chr. datiert wurden. Ähnliche Entdeckungen gibt es auch vom östlichen Okerufer, die ebenfalls der Bandkeramischen Kultur zugeordnet wurden. Viele Funde deuten auf Fernhandelsbeziehungen in der Jungsteinzeit hin. Weitere Funde stammen aus der Zeit der Merowinger.
Ohrum war im Mittelalter wegen der Okerfurt bedeutsam, die ein Teil des historischen und für den Fernhandel wichtigen „Deitwegs“ war. Er verband die Region Goslar mit Schöningen und führte überregional vom Rhein zur Elbe. Alte Wegbefestigungen wurden am Schmiedeweg gefunden, der Richtung Cramme in den Oderwald durch einen Hohlweg verläuft. Richtung Osten überquerte dieser Weg die Oker nach Kissenbrück. Vom Süden führte ein Weg von Goslar über die Kaiserpfalz Werla heran, der mutmaßlich in vorfränkischer Zeit die Oker querte und am Ostufer über Salzdahlum weiter nach Norden Richtung Lüneburg verlief (die spätere Bundesstraße 4).
Der strategisch bedeutsame Übergang war Schauplatz historischer Entscheidungsschlachten: Bereits 747 wird der Ort mit Schöningen erstmals in den Fränkischen Annalen als „Orhaim“ erwähnt, weil Pippin der Kurze hier mit seinem Bruder Grifo um sein Erbe kämpfte. Pippins Sohn Karl der Große unterwarf hier den ostfälischen Grafen Hessi und führte die überlieferte Massentaufe durch. Ohrum gilt somit als einer der ältesten Orte Niedersachsens.
Die Bedeutung Ohrums festigte sich 1022, zu einer Zeit als Bernward, Bischof von Hildesheim, Ortsherr war. In diese Zeit fällt auch der Bau der Klöster in Heiningen und Dorstadt entlang der Nord-Süd-Straße nach Goslar. Der strategisch wichtige Okerübergang verlor mit Gründung Wolfenbüttels im 12. Jahrhundert an Bedeutung.
Bis zur Hildesheimer Stiftsfehde im 16. Jahrhundert gehörte Ohrum zum Hochstift Hildesheim, dann vorübergehend zum Herzogtum Braunschweig und nach dem Dreißigjährigen Krieg bis 1803 wieder zum Hochstift Hildesheim, danach zum Königreich Hannover.
Namensherkunft
Die Ersterwähnung Ohrhaim von 747 wird in der Ohrumer Chronik u. a. mit Verweis auf Blume dahingehend gedeutet, dass außer der Endung -heim das Wort aur enthalten ist. Dieses wird auch als Bestandteil des Flussnamens Ohre angenommen und aus dem altnordischen Begriff für „Kies“ und „Sandbank“ abgeleitet. Es ist in verschiedenen skandinavischen Sprachen noch vorhanden und findet sich beispielsweise als „-ör“ in vielen Ortsnamen an der Ostsee. Dies würde neben anderen Ortsnamen (siehe -büttel) und historischen Funden (Hünenburg bei Watenstedt) auf eine lebendige Verbindung oder Wanderbewegung zwischen der Region und Nordeuropa in der vorfränkischen Zeit schließen lassen.

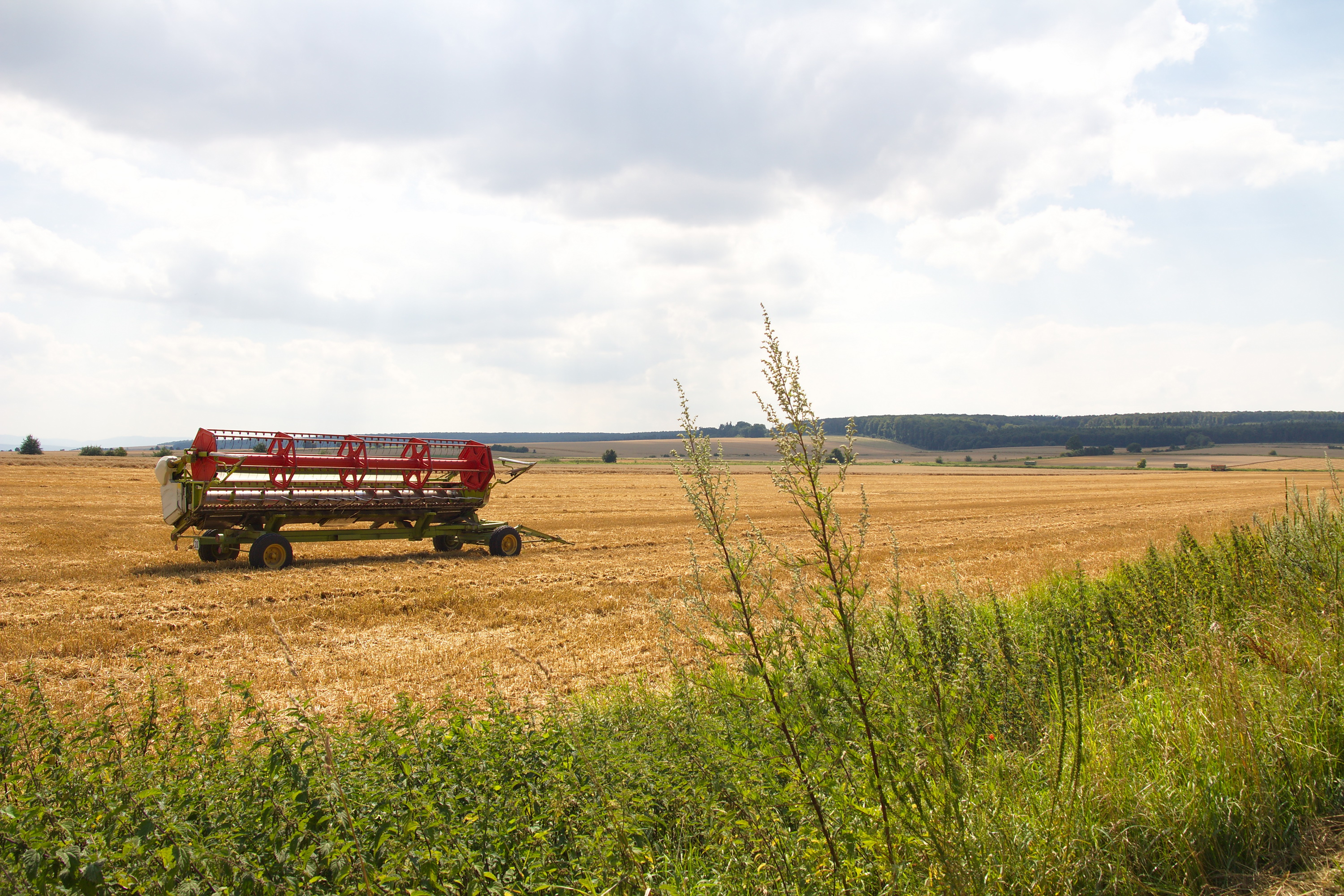
Blick von Ohrum auf den Oderwald
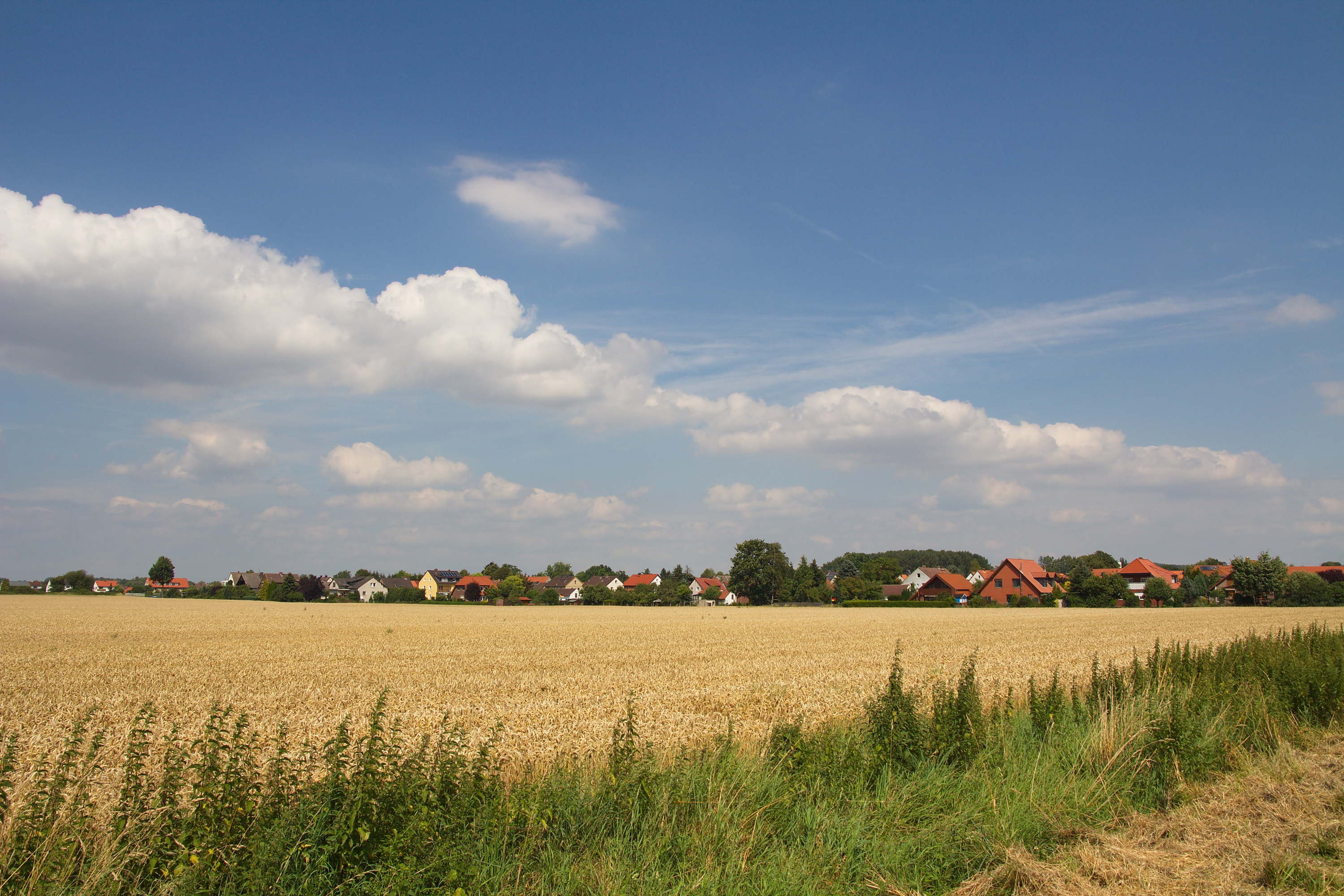
Blick auf den Ort
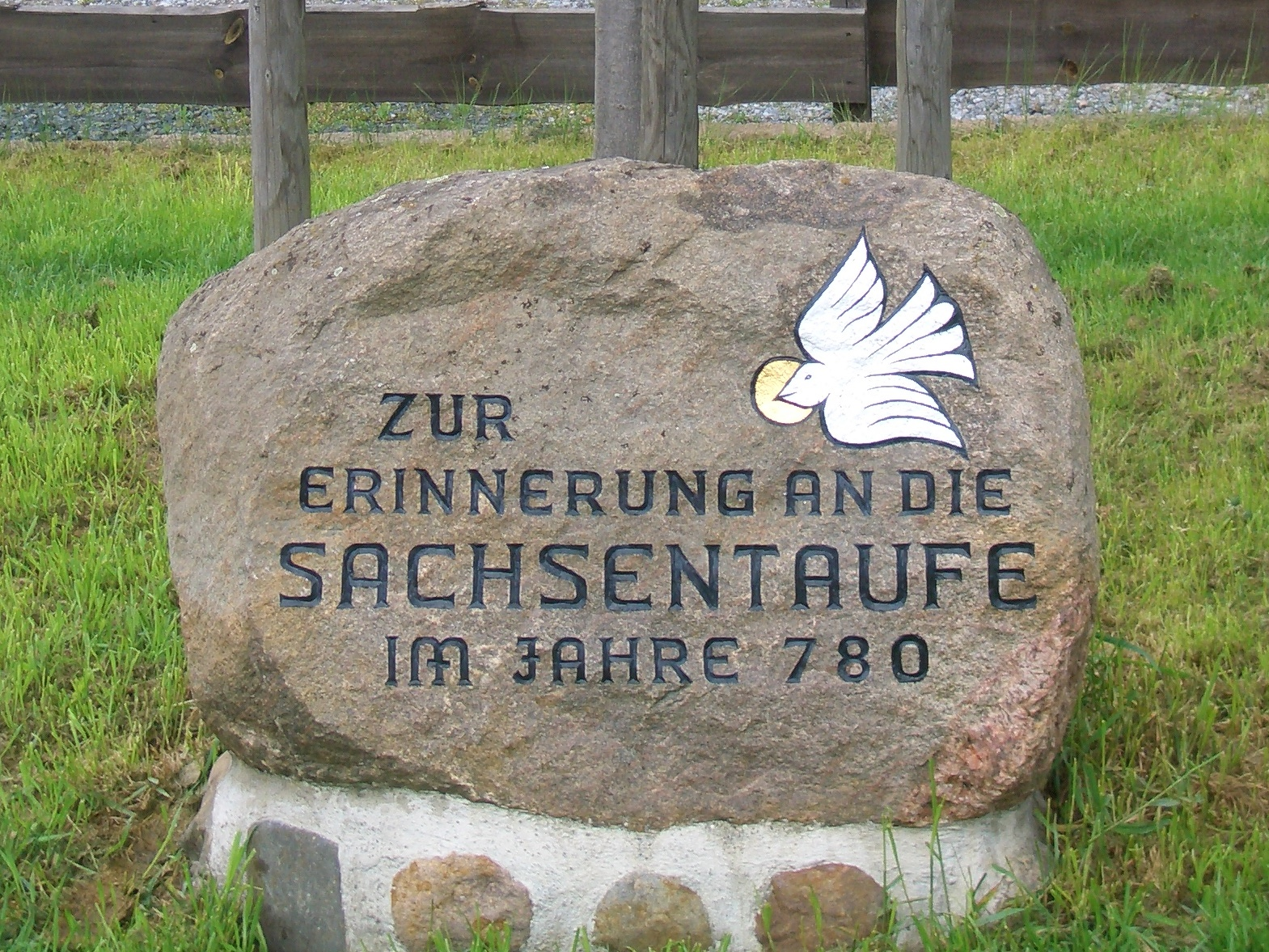
Gedenkstein an die Sachsentaufe durch Karl den Großen 780 am Vaddernloch
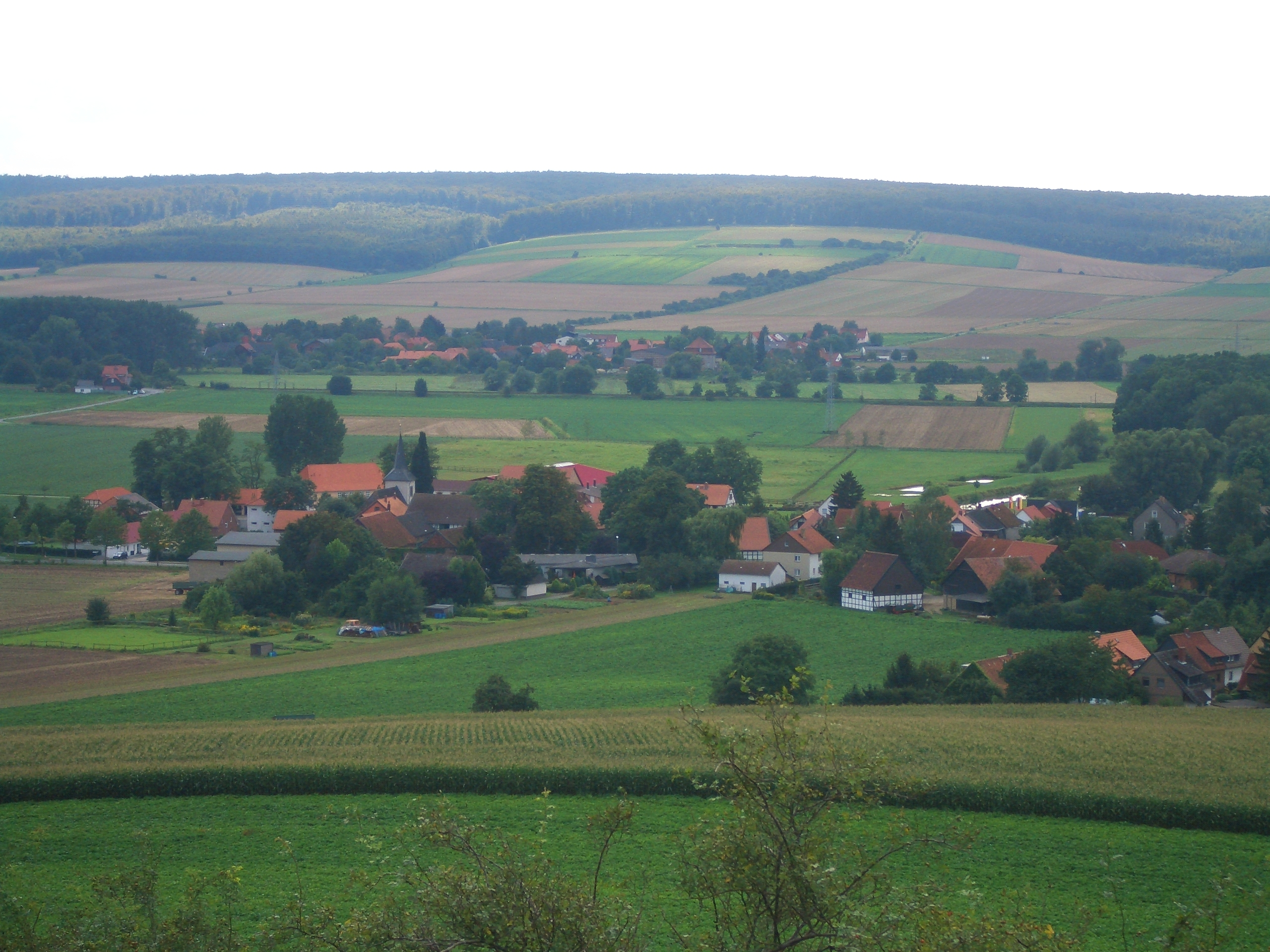
Blick vom Ösel auf Ohrum, den Oderwald und im Vordergrund Neindorf
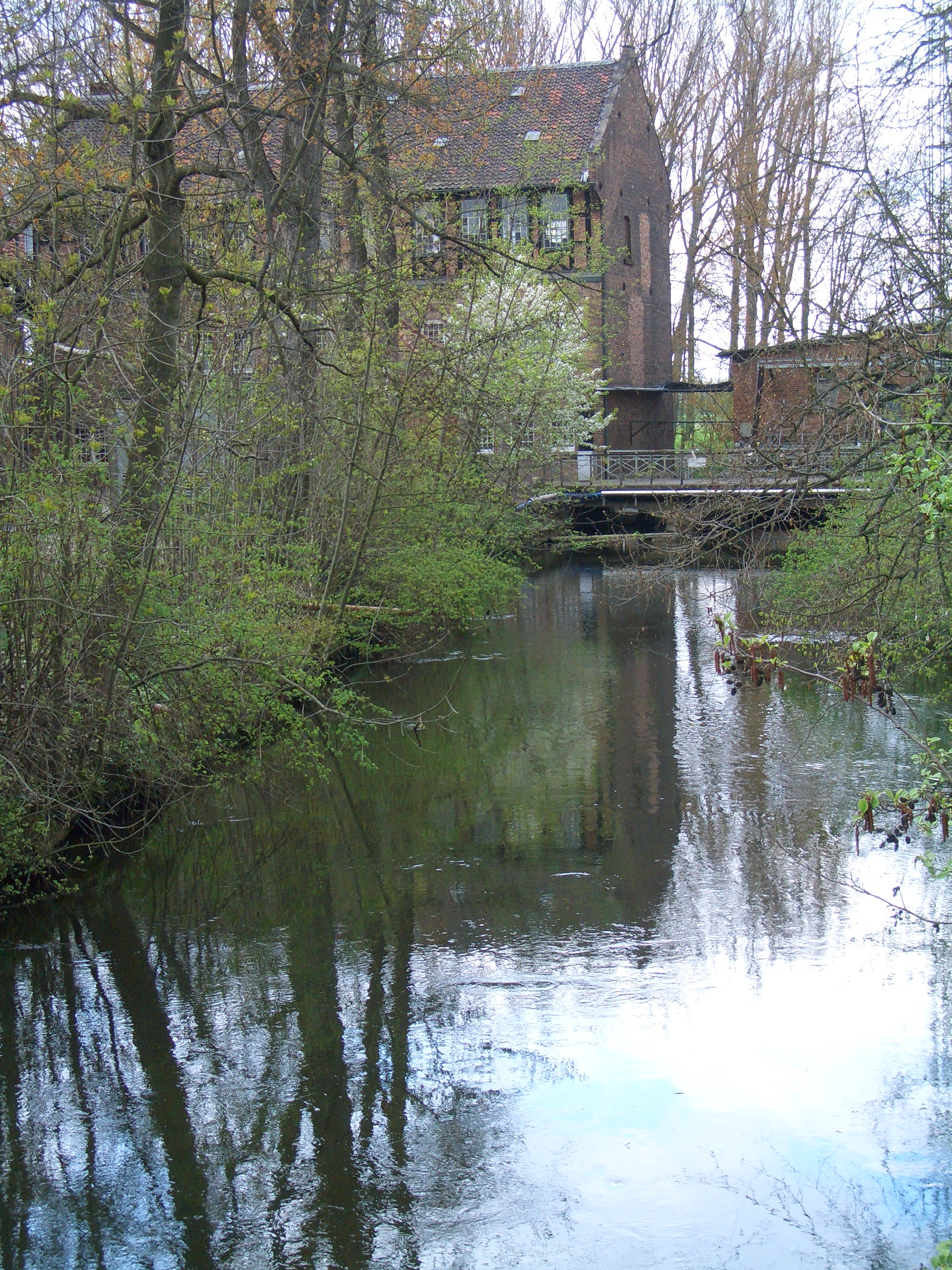
Die Hedwigsburger Okermühle am Ostarm der Oker

## Politik

### Gemeinderat
Der Rat der Gemeinde Ohrum setzt sich aus neun Mitgliedern zusammen. Die Ratsmitglieder werden durch eine Kommunalwahl für jeweils fünf Jahre gewählt.
Bei der Kommunalwahl 2021 ergab sich folgende Sitzverteilung:
- SPD: 5 Sitze
- UWG Ohrum: 4 Sitze

### Gemeindebürgermeister
Bürgermeister ist Martin Kokon (SPD).

### Wappen
Mit seinem geraden Längs- und gewellten Querbalken zeigt es die Kreuzung eines Landweges mit einem Wasserweg – zugleich steht das Kreuz für den ersten urkundlich genannten Ortsherren und die schon 1022 erwähnte Ortskirche. Das Blatt bezeugt einerseits den Überlebenswillen der Gemeinde, andererseits die Zugehörigkeit zur Gemeinde Oderwald. Die Farben Rot und Gelb entsprechen sowohl den Hildesheimer Stiftsfarben als auch dem Braunschweigischen Stammwappen.
Blasonierung: In Rot ein mit einem roten Blatt belegtes goldenes (gelbes) Kreuz mit gewelltem Querbalken.

## Kultur und Sehenswürdigkeiten
- Eine Kirche von Ohrum wird bereits 1022 in der Gründungsurkunde des Michaelisklosters von Hildesheim erwähnt.
- In Ohrum befand sich mit der Okerfurt ein wichtiger Teil der Handels- und Heerstraße vom Rhein zur Elbe bzw. zwischen Goslar und Magdeburg.

## Persönlichkeiten
- Heinrich Scheele († 1622), Abt des Klosters Riddagshausen
- Friedrich Weinhagen (1804–1877), Jurist und Politiker
- Eduard Bodemann (1827–1906), Pädagoge, Bibliothekar, Historiker, Autor und Herausgeber